# Lester Carney
Lester Carney (Estados Unidos, 31 de marzo de 1934) fue un atleta estadounidense, especializado en la prueba de 200 m en la que llegó a ser subcampeón olímpico en 1960.

## Carrera deportiva
En los JJ. OO. de Roma 1960 ganó la medalla de plata en los 200 metros, con un tiempo de 20.6 s, llegando a la meta tras el italiano Livio Berruti que con 20.5 s igualaba el récord del mundo, y por delante del francés Abdoulaye Seye (bronce con 20.7 s).